# Enlinia brachychaeta
Enlinia brachychaeta är en tvåvingeart som beskrevs av Robinson 1969. Enlinia brachychaeta ingår i släktet Enlinia och familjen styltflugor.
Artens utbredningsområde är San Luis Potosí (Mexiko). Inga underarter finns listade i Catalogue of Life.